# Plateilema palmeri
Plateilema palmeri là một loài thực vật có hoa trong họ Cúc. Loài này được (A.Gray) Cockerell miêu tả khoa học đầu tiên năm 1904.